# Cardamine glechomifolia
Cardamine glechomifolia là một loài thực vật có hoa trong họ Cải. Loài này được H.Lév. mô tả khoa học đầu tiên năm 1913.